# Chiquimula
Pour l’article homonyme, voir Chiquimula (volcan).
Chiquimula est une ville du Guatemala située dans le département de Chiquimula.